# 道奇維爾 (密歇根州)
道奇維爾（英語：Dodgeville）是位於美國密歇根州霍頓縣波蒂奇特設鎮區的一個普查規定居民點。

## 人口
根據2020年美國人口普查的數據，道奇維爾的面積為1.40平方千米，當中陸地面積為1.39平方千米，而水域面積為0.01平方千米。當地共有人口391人，而人口密度為每平方千米279.29人。